# AHL 2004/05
Die Saison 2004/05 war die 69. reguläre Saison der American Hockey League (AHL). Die reguläre Saison begann am 13. Oktober 2004 und endete am 17. April 2005. In der Zeit bestritten die 28 Teams der Liga je 80 Begegnungen. Die Playoffs begannen am 19. April.
Durch den Ausfall der NHL-Saison 2004/05 wegen des Lockout war die AHL prominenter besetzt, da viele NHL-Profis die Saison bei den AHL-Farmteams ihrer ursprünglichen Mannschaften verbrachten. Die AHL genoss dadurch auch einen Anstieg der Zuschauerzahlen. Die Edmonton Road Runners spielten während der gesamten Saison im Rexall Place, dem eigentlichen Zuhause der Edmonton Oilers aus der NHL.
Am 14. Februar 2005 fand das 18. AHL All-Star Classic statt, das zwischen einem kanadischen All-Star Team und dem Team PlanetUSA, bestehend aus US-amerikanischen und internationalen Spielern, ausgetragen wurde. Austragungsort war die Verizon Wireless Arena in Manchester, New Hampshire. Das Team PlanetUSA gewann mit 5–4 nach Penaltyschießen.
Zu Beginn der Saison gab es eine Regeländerung. Bei einem Unentschieden nach Verlängerung kommt es in der regulären Saison zu einem Penaltyschießen. In Playoff-Spielen wird nach wie vor so lange weitergespielt, bis ein Tor fällt.

## Teamänderungen
Folgende Änderungen wurden vor Beginn der Saison vorgenommen:
- Die Toronto Roadrunners wurden nach Edmonton, Alberta, umgesiedelt und in Edmonton Road Runners umbenannt.

## Reguläre Saison

### Abschlusstabellen
Abkürzungen: GP = Spiele, W = Siege, L = Niederlagen, OTL = Niederlage nach Overtime, SOL = Niederlage nach Shootout, GF = Erzielte Tore, GA = Gegentore, Pts = Punkte

Erläuterungen: In Klammern befindet sich die Platzierung innerhalb der Conference.

#### Eastern Conference
| Atlantic Division        | GP | W  | L  | OTL | SOL | GF  | GA  | Pts |
| ------------------------ | -- | -- | -- | --- | --- | --- | --- | --- |
| Manchester Monarchs (1)  | 80 | 51 | 21 | 4   | 4   | 258 | 176 | 110 |
| Hartford Wolf Pack (2)   | 80 | 50 | 24 | 3   | 3   | 206 | 160 | 106 |
| Lowell Lock Monsters (5) | 80 | 47 | 27 | 5   | 1   | 242 | 190 | 100 |
| Providence Bruins (8)    | 80 | 40 | 30 | 7   | 3   | 211 | 202 | 90  |
| Worcester IceCats (9)    | 80 | 39 | 34 | 3   | 4   | 212 | 223 | 85  |
| Portland Pirates (11)    | 80 | 34 | 34 | 6   | 6   | 175 | 242 | 80  |
| Springfield Falcons (14) | 80 | 24 | 47 | 3   | 6   | 161 | 255 | 57  |

| East Division                      | GP | W  | L  | OTL | SOL | GF  | GA  | Pts |
| ---------------------------------- | -- | -- | -- | --- | --- | --- | --- | --- |
| Binghamton Senators (3)            | 80 | 47 | 21 | 7   | 5   | 276 | 217 | 106 |
| Philadelphia Phantoms (4)          | 80 | 48 | 25 | 7   | 5   | 235 | 185 | 103 |
| Norfolk Admirals (6)               | 80 | 43 | 30 | 6   | 1   | 200 | 188 | 93  |
| Wilkes-Barre/Scranton Penguins (7) | 80 | 39 | 27 | 7   | 7   | 227 | 219 | 92  |
| Hershey Bears (10)                 | 80 | 39 | 37 | 2   | 2   | 207 | 226 | 82  |
| Bridgeport Sound Tigers (12)       | 80 | 37 | 38 | 1   | 4   | 192 | 222 | 79  |
| Albany River Rats (13)             | 80 | 29 | 38 | 6   | 7   | 198 | 248 | 71  |

#### Western Conference
| North Division             | GP | W  | L  | OTL | SOL | GF  | GA  | Pts |
| -------------------------- | -- | -- | -- | --- | --- | --- | --- | --- |
| Rochester Americans (1)    | 80 | 51 | 19 | 6   | 4   | 243 | 208 | 112 |
| St. John’s Maple Leafs (4) | 80 | 46 | 28 | 5   | 1   | 244 | 232 | 98  |
| Manitoba Moose (5)         | 80 | 44 | 26 | 7   | 3   | 243 | 210 | 98  |
| Hamilton Bulldogs (8)      | 80 | 38 | 29 | 6   | 7   | 225 | 210 | 89  |
| Syracuse Crunch (10)       | 80 | 36 | 33 | 4   | 7   | 215 | 230 | 83  |
| Edmonton Road Runners (11) | 80 | 32 | 33 | 11  | 4   | 201 | 223 | 79  |
| Cleveland Barons (12)      | 80 | 35 | 37 | 6   | 2   | 200 | 226 | 78  |

| West Division               | GP | W  | L  | OTL | SOL | GF  | GA  | Pts |
| --------------------------- | -- | -- | -- | --- | --- | --- | --- | --- |
| Chicago Wolves (2)          | 80 | 49 | 24 | 2   | 5   | 245 | 211 | 105 |
| Milwaukee Admirals (3)      | 80 | 47 | 24 | 5   | 4   | 247 | 207 | 103 |
| Cincinnati Mighty Ducks (6) | 80 | 44 | 31 | 4   | 1   | 206 | 191 | 93  |
| Houston Aeros (7)           | 80 | 40 | 28 | 6   | 6   | 212 | 195 | 92  |
| Grand Rapids Griffins (9)   | 80 | 41 | 35 | 2   | 2   | 200 | 200 | 86  |
| San Antonio Rampage (13)    | 80 | 27 | 45 | 5   | 3   | 156 | 232 | 62  |
| Utah Grizzlies (14)         | 80 | 23 | 50 | 5   | 2   | 156 | 265 | 53  |

### Beste Scorer
Abkürzungen: GP = Spiele, G = Tore, A = Assists, Pts = Punkte, +/- = Plus/Minus, PIM = Strafminuten; Fett: Saisonbestwert
| Spieler         | Team       | GP | G  | A  | Pts | +/- | PIM |
| --------------- | ---------- | -- | -- | -- | --- | --- | --- |
| Jason Spezza    | Binghamton | 80 | 32 | 85 | 117 | +18 | 50  |
| Mike Cammalleri | Manchester | 79 | 46 | 63 | 109 | +25 | 60  |
| David Ling      | St. John’s | 80 | 28 | 60 | 88  | −1  | 152 |
| Kyle Wellwood   | St. John’s | 80 | 38 | 49 | 87  | +11 | 20  |
| Simon Gamache   | Milwaukee  | 80 | 29 | 57 | 86  | +11 | 93  |
| Peter Sarno     | Manitoba   | 80 | 16 | 66 | 82  | +11 | 53  |
| Andy Hilbert    | Providence | 79 | 37 | 42 | 79  | +11 | 83  |
| Chris Taylor    | Rochester  | 79 | 21 | 58 | 79  | +2  | 50  |
| Denis Hamel     | Binghamton | 80 | 39 | 39 | 78  | +10 | 75  |
| Eric Staal      | Lowell     | 77 | 26 | 51 | 77  | +37 | 88  |

### Beste Torhüter
Abkürzungen: GP = Spiele; TOI = Eiszeit (in Minuten); W = Siege; L = Niederlagen; OTL = Overtime/Shootout-Niederlagen; GA = Gegentore; SO = Shutouts; Sv% = gehaltene Schüsse (in %); GAA = Gegentorschnitt; Fett: Saisonbestwert
| Spieler            | Team       | GP | TOI  | W  | L  | OTL | GA | SO | Sv%  | GAA  |
| ------------------ | ---------- | -- | ---- | -- | -- | --- | -- | -- | ---- | ---- |
| Stephen Valiquette | Hartford   | 35 | 1899 | 19 | 11 | 1   | 56 | 7  | .935 | 1.77 |
| Jason LaBarbera    | Hartford   | 53 | 2937 | 31 | 16 | 2   | 90 | 6  | .934 | 1.84 |
| Adam Hauser        | Manchester | 32 | 1867 | 19 | 11 | 0   | 60 | 5  | .933 | 1.93 |
| Cam Ward           | Lowell     | 50 | 2828 | 27 | 17 | 3   | 94 | 6  | .937 | 1.99 |
| Josh Harding       | Houston    | 42 | 2387 | 21 | 16 | 3   | 80 | 4  | .930 | 2.02 |

## Calder Cup Playoffs

### Playoff-Baum
|  | Division Semi-finals | Division Semi-finals           | Division Semi-finals  |                         |                                | Division Finals | Division Finals | Division Finals |  |  | Conference Finals | Conference Finals | Conference Finals |  |  | Calder Cup Finals | Calder Cup Finals | Calder Cup Finals |
|  |                      |                                |                       |                         |                                |                 |                 |                 |  |  |                   |                   |                   |  |  |                   |                   |                   |
|  | A1                   | Manchester Monarchs            | 2                     |                         |                                |                 |                 |                 |  |  |                   |                   |                   |  |  |                   |                   |                   |
|  | A4                   | Providence Bruins              | 4                     |                         |                                |                 |                 |                 |  |  |                   |                   |                   |  |  |                   |                   |                   |
|  | A4                   | Providence Bruins              | 4                     | A4                      | Providence Bruins              | 4               |                 |                 |  |  |                   |                   |                   |  |  |                   |                   |                   |
|  |                      |                                |                       | A4                      | Providence Bruins              | 4               |                 |                 |  |  |                   |                   |                   |  |  |                   |                   |                   |
|  |                      |                                | A3                    | Lowell Lock Monsters    | 1                              |                 |                 |                 |  |  |                   |                   |                   |  |  |                   |                   |                   |
|  | A2                   | Hartford Wolf Pack             | A3                    | Lowell Lock Monsters    | 1                              | 2               |                 |                 |  |  |                   |                   |                   |  |  |                   |                   |                   |
|  | A2                   | Hartford Wolf Pack             |                       |                         |                                | 2               |                 |                 |  |  |                   |                   |                   |  |  |                   |                   |                   |
|  | A3                   | Lowell Lock Monsters           | 4                     |                         |                                |                 |                 |                 |  |  |                   |                   |                   |  |  |                   |                   |                   |
|  | A3                   | Lowell Lock Monsters           | 4                     | A                       | Providence Bruins              | 2               |                 |                 |  |  |                   |                   |                   |  |  |                   |                   |                   |
|  |                      |                                |                       | A                       | Providence Bruins              | 2               | Eastern         |                 |  |  |                   |                   |                   |  |  |                   |                   |                   |
|  |                      | E                              | Philadelphia Phantoms | 4                       |                                |                 |                 |                 |  |  |                   |                   |                   |  |  |                   |                   |                   |
|  | E1                   | E                              | Philadelphia Phantoms | 4                       | Binghamton Senators            | 2               |                 |                 |  |  |                   |                   |                   |  |  |                   |                   |                   |
|  | E1                   |                                |                       |                         | Binghamton Senators            | 2               |                 |                 |  |  |                   |                   |                   |  |  |                   |                   |                   |
|  | E4                   | Wilkes-Barre/Scranton Penguins | 4                     |                         |                                |                 |                 |                 |  |  |                   |                   |                   |  |  |                   |                   |                   |
|  | E4                   | Wilkes-Barre/Scranton Penguins | 4                     | E4                      | Wilkes-Barre/Scranton Penguins | 1               |                 |                 |  |  |                   |                   |                   |  |  |                   |                   |                   |
|  |                      |                                |                       | E4                      | Wilkes-Barre/Scranton Penguins | 1               |                 |                 |  |  |                   |                   |                   |  |  |                   |                   |                   |
|  |                      |                                | E2                    | Philadelphia Phantoms   | 4                              |                 |                 |                 |  |  |                   |                   |                   |  |  |                   |                   |                   |
|  | E2                   | Philadelphia Phantoms          | E2                    | Philadelphia Phantoms   | 4                              | 4               |                 |                 |  |  |                   |                   |                   |  |  |                   |                   |                   |
|  | E2                   | Philadelphia Phantoms          |                       |                         |                                |                 |                 |                 |  |  |                   |                   |                   |  |  |                   |                   |                   |
|  | E3                   | Norfolk Admirals               | 2                     |                         |                                |                 |                 |                 |  |  |                   |                   |                   |  |  |                   |                   |                   |
|  | E3                   | Norfolk Admirals               | 2                     | E                       | Philadelphia Phantoms          | 4               |                 |                 |  |  |                   |                   |                   |  |  |                   |                   |                   |
|  |                      |                                |                       |                         |                                |                 |                 |                 |  |  |                   |                   |                   |  |  |                   |                   |                   |
|  |                      | W                              | Chicago Wolves        | 0                       |                                |                 |                 |                 |  |  |                   |                   |                   |  |  |                   |                   |                   |
|  | N1                   | W                              | Chicago Wolves        | 0                       | Rochester Americans            | 4               |                 |                 |  |  |                   |                   |                   |  |  |                   |                   |                   |
|  | N1                   |                                |                       |                         | Rochester Americans            | 4               |                 |                 |  |  |                   |                   |                   |  |  |                   |                   |                   |
|  | N4                   | Hamilton Bulldogs              | 0                     |                         |                                |                 |                 |                 |  |  |                   |                   |                   |  |  |                   |                   |                   |
|  | N4                   | Hamilton Bulldogs              | 0                     | N1                      | Rochester Americans            | 1               |                 |                 |  |  |                   |                   |                   |  |  |                   |                   |                   |
|  |                      |                                |                       | N1                      | Rochester Americans            | 1               |                 |                 |  |  |                   |                   |                   |  |  |                   |                   |                   |
|  |                      |                                | N3                    | Manitoba Moose          | 4                              |                 |                 |                 |  |  |                   |                   |                   |  |  |                   |                   |                   |
|  | N2                   | St. John’s Maple Leafs         | N3                    | Manitoba Moose          | 4                              | 1               |                 |                 |  |  |                   |                   |                   |  |  |                   |                   |                   |
|  | N2                   | St. John’s Maple Leafs         |                       |                         |                                | 1               |                 |                 |  |  |                   |                   |                   |  |  |                   |                   |                   |
|  | N3                   | Manitoba Moose                 | 4                     |                         |                                |                 |                 |                 |  |  |                   |                   |                   |  |  |                   |                   |                   |
|  | N3                   | Manitoba Moose                 | 4                     | N                       | Manitoba Moose                 | 0               |                 |                 |  |  |                   |                   |                   |  |  |                   |                   |                   |
|  |                      |                                |                       | N                       | Manitoba Moose                 | 0               | Western         |                 |  |  |                   |                   |                   |  |  |                   |                   |                   |
|  |                      | W                              | Chicago Wolves        | 4                       |                                |                 |                 |                 |  |  |                   |                   |                   |  |  |                   |                   |                   |
|  | W1                   | W                              | Chicago Wolves        | 4                       | Chicago Wolves                 | 4               |                 |                 |  |  |                   |                   |                   |  |  |                   |                   |                   |
|  | W1                   |                                |                       |                         |                                |                 |                 |                 |  |  |                   |                   |                   |  |  |                   |                   |                   |
|  | W4                   | Houston Aeros                  | 1                     |                         |                                |                 |                 |                 |  |  |                   |                   |                   |  |  |                   |                   |                   |
|  | W4                   | Houston Aeros                  | 1                     | W1                      | Chicago Wolves                 | 4               |                 |                 |  |  |                   |                   |                   |  |  |                   |                   |                   |
|  |                      |                                |                       | W1                      | Chicago Wolves                 | 4               |                 |                 |  |  |                   |                   |                   |  |  |                   |                   |                   |
|  |                      |                                | W3                    | Cincinnati Mighty Ducks | 1                              |                 |                 |                 |  |  |                   |                   |                   |  |  |                   |                   |                   |
|  | W2                   | Milwaukee Admirals             | W3                    | Cincinnati Mighty Ducks | 1                              | 3               |                 |                 |  |  |                   |                   |                   |  |  |                   |                   |                   |
|  | W2                   | Milwaukee Admirals             |                       |                         |                                |                 |                 |                 |  |  |                   |                   |                   |  |  |                   |                   |                   |
|  | W3                   | Cincinnati Mighty Ducks        | 4                     |                         |                                |                 |                 |                 |  |  |                   |                   |                   |  |  |                   |                   |                   |

### Calder-Cup-Sieger
| Calder-Cup-Sieger Philadelphia Phantoms | Torhüter: Neil Little, Antero Niittymäki Verteidiger: Charlie Cook, Freddy Meyer, Alexandre Picard, Joni Pitkänen, David Printz, Dennis Seidenberg, Wade Skolney, John Slaney Angreifer: Jeff Carter, Riley Cote, Ben Eager, Todd Fedoruk, Josh Gratton, Randy Jones, Boyd Kane, Éric Meloche, Mark Murphy, Ryan Ready, Mike Richards, Patrick Sharp, Jon Sim, Ben Stafford, R. J. Umberger, Tony Voce Cheftrainer: John Stevens General Manager: Bobby Clarke |

## Vergebene Trophäen

### Mannschaftstrophäen
| Auszeichnung                                                     | Team                  |
| ---------------------------------------------------------------- | --------------------- |
| Calder Cup Gewinner der AHL-Playoffs                             | Philadelphia Phantoms |
| Richard F. Canning Trophy Gewinner des Eastern Conference-Finale | Philadelphia Phantoms |
| Robert W. Clarke Trophy Gewinner des Western Conference-Finale   | Chicago Wolves        |
| Macgregor Kilpatrick Trophy Bestes Team der Regulären Saison     | Rochester Americans   |
| Frank S. Mathers Trophy Bestes Team der Eastern Conference       | Manchester Monarchs   |
| Norman R. „Bud“ Poile Trophy Bestes Team der Western Conference  | Rochester Americans   |
| Emile Francis Trophy Bestes Team der Atlantic Division           | Manchester Monarchs   |
| F. G. „Teddy“ Oke Trophy Bestes Team der East Division           | Binghamton Senators   |
| Sam Pollock Trophy Bestes Team der North Division                | Rochester Americans   |
| John D. Chick Trophy Bestes Team der West Division               | Chicago Wolves        |

### Spielertrophäen
| Auszeichnung                                                                                                   | Spieler           | Team                  |
| --- | ----------------- | --------------------- |
| Les Cunningham Award MVP der Regulären Saison                                                                  | Jason Spezza      | Binghamton Senators   |
| John B. Sollenberger Trophy Bester Scorer                                                                      | Jason Spezza      | Binghamton Senators   |
| Willie Marshall Award Bester Torschütze                                                                        | Mike Cammalleri   | Manchester Monarchs   |
| Dudley „Red“ Garrett Memorial Award Bester Rookie                                                              | René Bourque      | Norfolk Admirals      |
| Eddie Shore Award Bester Verteidiger                                                                           | Niklas Kronwall   | Grand Rapids Griffins |
| Aldege „Baz“ Bastien Memorial Award Bester Torhüter                                                            | Ryan Miller       | Rochester Americans   |
| Harry „Hap“ Holmes Memorial Award Torhüter mit dem geringsten Gegentorschnitt                                  | Jason LaBarbera   | Hartford Wolf Pack    |
| Harry „Hap“ Holmes Memorial Award Torhüter mit dem geringsten Gegentorschnitt                                  | Steve Valiquette  | Hartford Wolf Pack    |
| Louis A. R. Pieri Memorial Award Bester Trainer                                                                | Randy Cunneyworth | Rochester Americans   |
| Fred T. Hunt Memorial Award Für den Spieler, der durch Fairness, Einsatz und Hingabe herausragt                | Chris Taylor      | Rochester Americans   |
| Yanick Dupré Memorial Award Für den Spieler, der sich durch besonderen Einsatz in der Gesellschaft auszeichnet | Duncan Milroy     | Hamilton Bulldogs     |
| Jack A. Butterfield Trophy MVP der Calder-Cup-Playoffs                                                         | Antero Niittymäki | Philadelphia Phantoms |